# بريين سور أيسن
بريين سور أيسن هي بلدية فرنسية تقع في إقليم الأردين في منطقة غراند إيست. 

## الأماكن والمعالم الأثرية

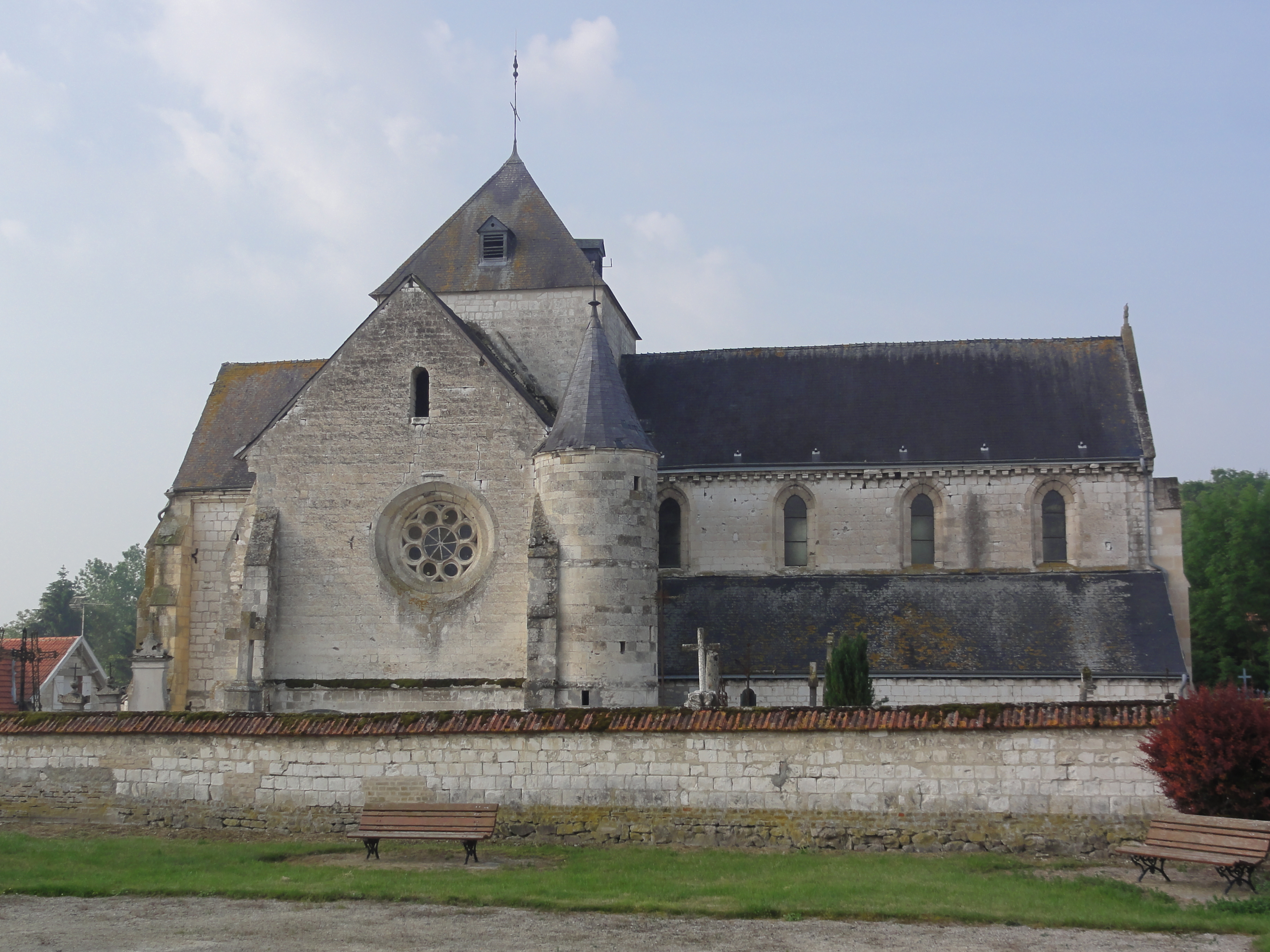
كنيسة القديس جان بابتيست.
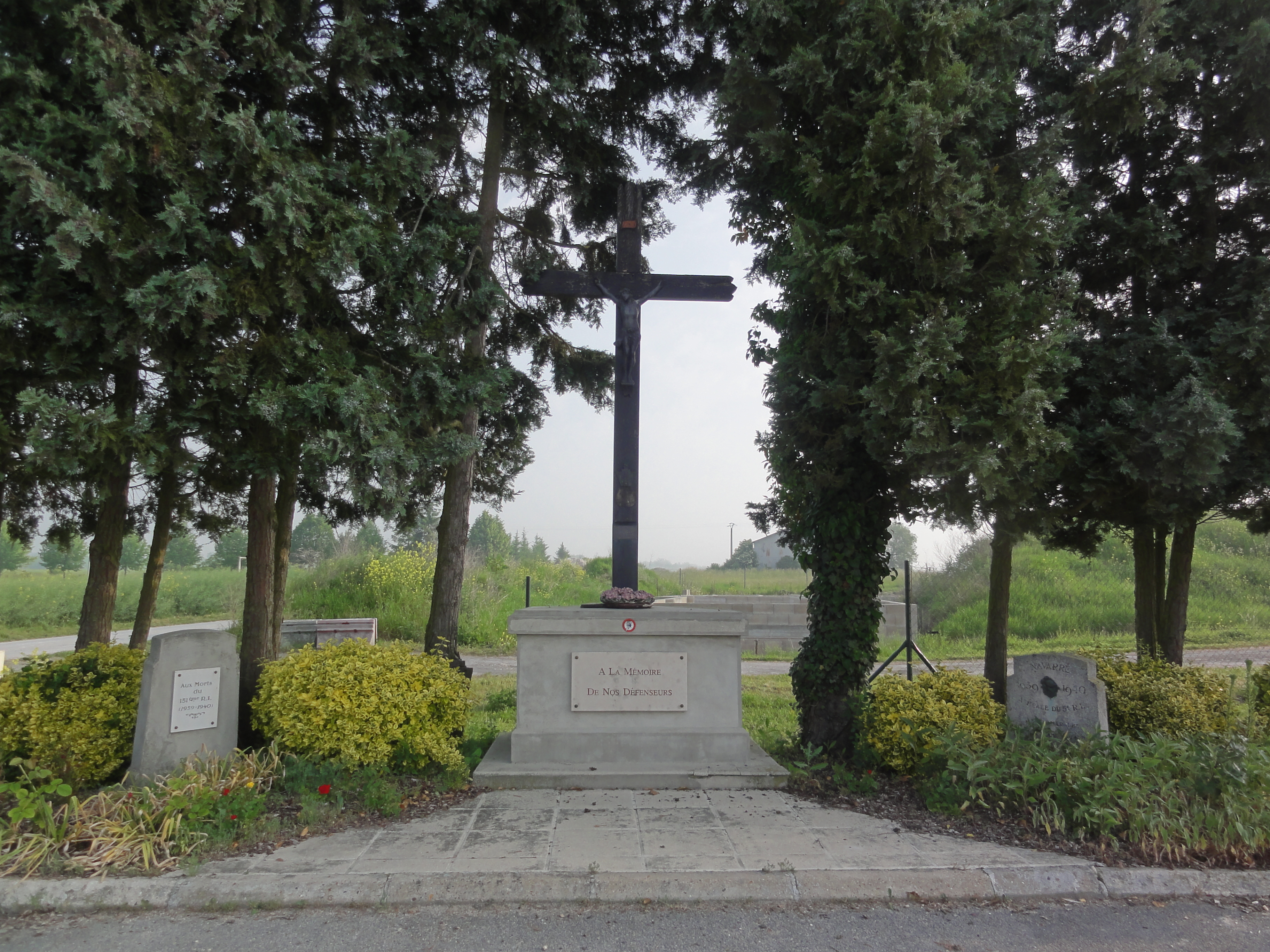
طريق عبور ، نصب تذكاري للحرب.